# Gancho plumular
.
Gancho plumular é uma estrutura localizado imediatamente abaixo do ápice do caule em algumas plântulas estioladas de dicotiledôneas. É um formato de gancho pois assim facilita a passagem da plântula através do solo, protegendo o meristema apical. A forma fechada do gancho deve-se a um rápido alongamento do lado externo do caule, comparado com o lado interno. A luz vermelha induz a abertura do gancho plumular, sendo o fitocromo o fotoreceptor envolvido nesse processo, pois a luz vermelha inibe a formação de etileno, promovendo o crescimento do lado interno abrindo o gancho. 